# Gilbert Cousin
Pour les articles homonymes, voir Cousin.
Gilbert Cousin (dit Gilbertus Cognatus Nozerenus), né le 21 janvier 1506 à Nozeroy et mort le 22 mai 1572 dans la prison de l'officialité à Besançon, est un humaniste, écrivain et théologien franc-comtois, notamment connu en tant que secrétaire particulier d'Érasme. Il est également l'auteur de fables, dont certaines inspireront La Fontaine, mais aussi d'ouvrages divers, notamment géographique, historique et généalogique. Il est aussi le fondateur d'une prestigieuse école pour les jeunes gens de la noblesse comtoise dont la renommée s'étendra hors de Franche-Comté. Avec ses amis écrivains comme Philibert Poissenot où Claude Frontin, ils partagent le même objectif de ranimer le gout des lettres dans le comté de Bourgogne.

## Biographie

### Premières années et contexte familial
Lucien Febvre écrit : « Gilbert Cousin était par ses origines, un petit bourgeois franc-comtois. Né à Nozeroy, en 1506, d’une famille honorable et bien apparentée ». Son grand-père Guillaume Cousin, bourgeois de Nozeroy fut chambrier d'Hugues de Chalon,seigneur de Nozeroy,.
Achille Chéreau, dans la préface de sa traduction de Description de la Franche-Comté par Gilbert Cousin écrit  sur sa naissance : « Enfant du noble comté de Bourgogne » Gilbert Cousin est né « dans une modeste maison de Nozeroy, où Jeanne Daguet, d’Orgelet, femme de Claude Cousin, donnait naissance à un fils ». « Le nouveau hôte arrivait assez mal à propos car, quoique Claude Cousin, tint à Nozeroy un poste important dans la magistrature et qu’il put s’enorgueillir d’un écusson armorié, la fortune lui avait peu souri (…) Les nombreux enfants que la Providence lui avait envoyée avaient apporté dans le foyer domestique, sinon la pauvreté, du moins une gêne continuelle ».
Il est l’aîné de 10 enfants dont 7 garçons où il est le seul à ne pas choisir la carrière des armes où certains de ses frères comme Hugues le vieux, s'illustreront et occuperont même des postes prestigieux.
Selon Achille Chéreau Gilbert Cousin eut pour précepteurs « Louis de Vers, abbé du Mont-Sainte-Marie, Guy de Vers, magistrat, seigneur de Tez ; Henri  Colin, membre du Parlement de Dole ; Didier Morel, official de l’archidiacre de Besançon, tous oncles maternels », mais André Pidoux de la Maduère écrit qu’il n’y a aucun document à l’appui de cela et que Gilbert Cousin fut sans doute fut instruit à Nozeroy « par quelque religieux, ou parmi les enfants de chœur du chapitre ». Il corrige que les personnages cités n’étaient pas des « oncles maternels » mais des parents au 3e et 4e degré.
Gilbert Cousin est décrit comme quelqu'un de timide et de frêle, mais de droit, de pieux et surtout doué de belles qualités d'esprit. Il intègre ensuite l'Université de Dole, où il commence des études de médecine et de droit avant de s'orienter définitivement vers la théologie. En 1526, il est envoyé à Fribourg-en-Brisgau, étudier chez le célèbre humaniste Ulrich Zasius.

### Auprès d’Érasme

Gilbert Cousin dans une scène des Effigies Erasmi où il est représenté en face d'Érasme. Gravure probable de Claude Luc

À la fin de ses études, vers 1529, il obtient, par l'appui de son oncle Louis de Vers, d'entrer au service du grand humaniste Érasme de Rotterdam. Celui ci vivait alors à Fribourg. D'abord simple domestique, il se fait remarquer par ses qualités et devient rapidement son secrétaire puis son ami, ainsi que son confident. Il prendra également soin du vieil homme à la santé alors déclinante. De nombreuses correspondances échangées entre les deux hommes, parvenues jusqu’à nous, démontrent l'amitié sincère et l'estime réciproque qu'il y avait entre eux. Érasme et Cousin passent leurs journées à travailler ensemble, assis au même bureau, face à face, comme on peut le voir sur la gravure d'époque Des effigies Erasmi et Cognati. Cette période de la vie de Cousin sera déterminante pour la suite et marque le début de sa carrière littéraire. En 1535 est publié son premier ouvrage sur le thème de la morale et de la domesticité "Oiketes sive de officio famulorum" (Oiketes ou le bureau des esclaves), qui sera imprimé en France, en Suisse, aux Pays-Bas espagnols et en Allemagne où il obtiendra un certain succès dans le monde protestant. L'ouvrage sera également traduit et publié en anglais en 1543, par le poète britannique Thomas Chaloner (en) sous le nom: Office of Servantes.
Par la suite, le célèbre humaniste songe même à lui confier la rédaction de certaines de ses œuvres mais le départ de Cousin mettra un terme a ce projet. C'est lui qui fut chargé en août 1535, de trouver un domicile pour son maître dans la ville de Bâle, où ce dernier avait décidé de finir sa vie. Il restera son secrétaire particulier jusqu'en octobre où Guillaume de Nassau, prince d'Orange, qui vient de succéder comme seigneur de Nozeroy à Philibert de Chalon, l'appelle à remplacer un certain Galtier au chapitre collégial de Saint-Antoine de Nozeroy. Cette séparation brutale déteindra sur leur relation où Érasme reprochera à Cousin son départ.

### Chanoine de Nozeroy

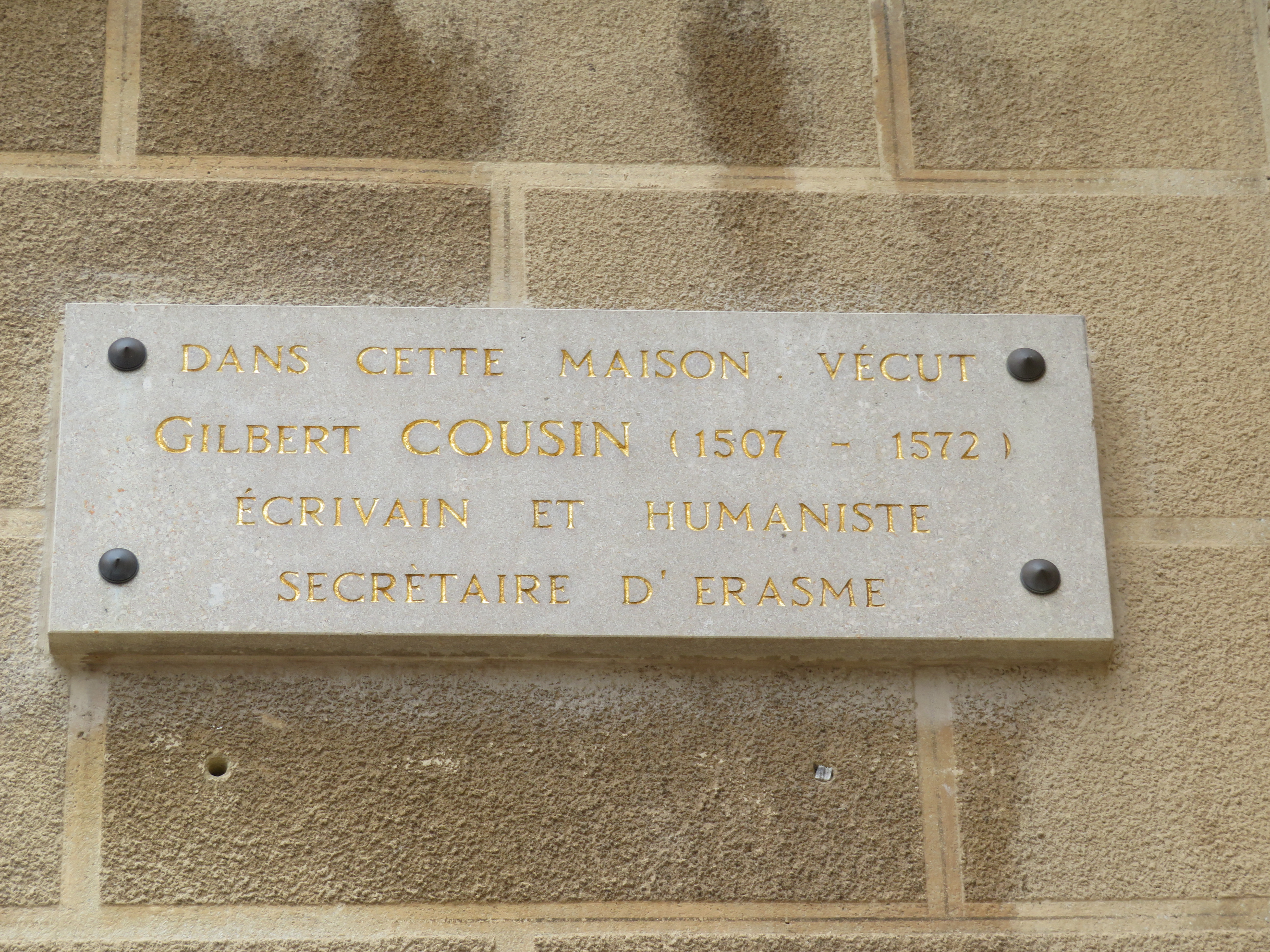
Plaque apposée sur sa demeure de Nozeroy.

Il est ordonné prêtre et entre au chapitre de l'église collégiale Saint-Antoine de Nozeroy en qualité de premier chanoine, le 5 janvier 1536. Il habite alors une maison (toujours visible aujourd'hui) avec une grande bibliothèque, située sur la place principale de la ville. Il vit aussi périodiquement dans le village voisin de Sirod, où par la suite, il  fonde une école qui acquiert une grande renommée et dans laquelle les enfants des grandes familles de la région et mais aussi de Suisse et du monde germanique, viennent s'instruire. On y retrouve les enfants de grands personnages humanistes de l'époque comme Jean Basil Hérold, Heinrich Petri ou Sigismund Gelenius.
Commence aussi la période la plus prolifique de son activité littéraire. Il traduit des auteurs latins et grecs anciens comme Cicéron ou Ésope. Si certaines sources font de lui également un graveur, c'est en fait Claude Luc, de Poligny, qui réalise pour lui de nombreuses gravures d'illustration, montrant diverses cités du comté de Bourgogne, destinées à illustrer ses œuvres et leur donner une plus grande portée, comme dans son Multifarii opera argumenti. Avec l'aide de sa mère et de sa sœur Artaude, il rédige des commentaires de la Bible en français et non en latin, pour la rendre plus claire et plus accessible, au plus grand nombre. Il publie successivement un grand nombre d'ouvrages, traitant de nombreux sujets, notamment son recueil de fables Fabulae sive narrationes en 1547, réédité en 1567 sous le titre Narrationum Sylva. De nombreuses fables, environ une quarantaine, inspireront en grande partie Jean de La Fontaine comme De Vulpe et Fele qui deviendra Le Chat et le Renard .  Il compose des comédies en vers et des tragédies voient même le jour, notamment en 1556, avec L'homme affligé. A la même époque parait sa Description de la Haute-Bourgogne (ou Franche comté), considéré comme son ouvrage majeur, parue en 1552, qu'il dédie à son ami Hugues Babet. Il y décrit les cités et villages comtois du XVIe siècle avec leurs coutumes ou leurs spécificités.
Il aborde tout au long de sa carrière et avec succès, de nombreuses disciplines comme l'histoire, la géographie, la philosophie, la grammaire, le droit, la médecine... Mais est également l'auteur de poèmes, d'éloges, de généalogies de grandes familles comme celle des Nassau. et d'ouvrages d'histoire comme sa Description de la Gaule.
En 1555, il obtient la reconnaissance de Charles Quint et est anobli ainsi que ses frères par lettres patentes. En 1558, il est chargé de l'éducation du jeune Claude de La Baume, archevêque élu de Besançon. Il entreprend alors, à partir du mois de mars, un long voyage en Suisse et en Italie avec le jeune de la Baume mais également avec un autre de ses élèves: Louis Gollut futur historien. Ils visitent ensemble Rome, Venise, Padoue et rentre en Franche-Comté au printemps 1559.

### Dernières années et emprisonnement

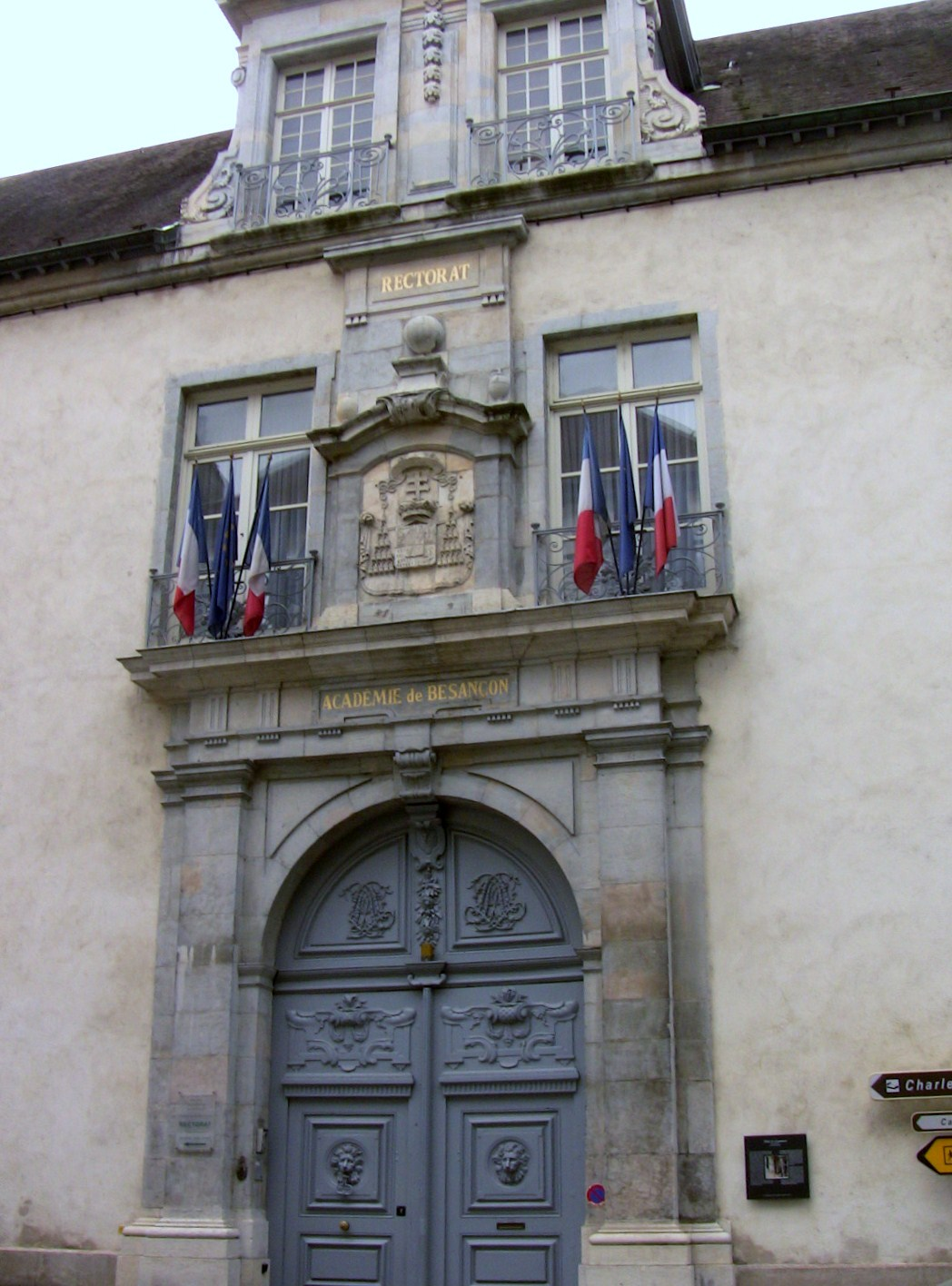
Ancien palais de l'Officialité, aujourd'hui le rectorat de Besançon

Si Gilbert Cousin a toujours gardé ses distances avec la réforme, il restera cependant en contact avec certains responsables réformés comme Bonifacius Amerbach ou Henri Bullinger, et leur conservera un respect voire une amitié. Il garda également un esprit très critique envers sa propre religion, conscient de ses abus et dysfonctionnements. Il prône un vrai retour aux sources et au respect de la vérité. À travers ses écrits, l’humaniste comtois avait plusieurs fois remis en question le pape et les élites catholiques (Annotationes in Dialogos Charontis ), mais aussi la façon dont certains dogmes étaient appliqués, comme la confession (Apologeticus pro) ou l'eucharistie. En réaction, le concile de Trente, en 1554, mit à l'index une grande partie de ses œuvres; la Franche-Comté étant de plus en proie à une farouche contre-réforme
Vers 1564, Gilbert Cousin quitte Nozeroy  pour habiter à Besançon. Celui-ci continue de s'opposer à l'Église catholique, mais cette fois-ci à proximité du siège de l’archevêché. Ces prises de position lui valurent donc des ennemis, et certains s'autorisent de ses relations amicales avec les Bâlois pour le dénoncer comme hérétique au Parlement de Dole. Le pape Pie V en personne, ordonne son arrestation dans son bref du 8 juillet 1567. Prévenu de son arrestation, il tente de fuir à Bâle mais il est intercepté et arrêté à Jougne. Conduit au Parlement de Dole, il voit instruire son procès, mais il est traité avec beaucoup d'égards, celui-ci ayant encore des amis et soutiens au sein du parlement. Insatisfait de la bienveillance du parlement envers le prévenu, le duc d'Albe ordonne sa mise au cachot, alors qu'il était jusque là en liberté surveillée dans l'enceinte de la ville de Dole. Lassé des pressions et ingérences extérieurs et ne parvenant pas à prendre une décision, le Parlement s'en débarrasse en remettant le prisonnier à son ancien élève, l'archevêque Claude de La Baume, le 30 décembre 1571. L'archevêque préside alors lui-même le tribunal. La première audience a lieu le 18 janvier 1572. Son frère Hugues le jeune, revenu exprès d'Espagne, est interrogé et entendu lors du procès. On ne possède pas le verdict du jugement mais il semblerait qu'il fut condamné à une peine de prison et à la perte de sa prébende de Nozeroy.
Cependant, transféré de Dole à la prison de l’officialité de Besançon, Gilbert Cousin tombe malade, et meurt 22 mai 1572. Il est inhumé le lendemain dans l'église de Jussan-Mouthier, située près du quartier de Tarragnoz à Besançon. L'église fut détruite à la Révolution.

## Postérité et hommages

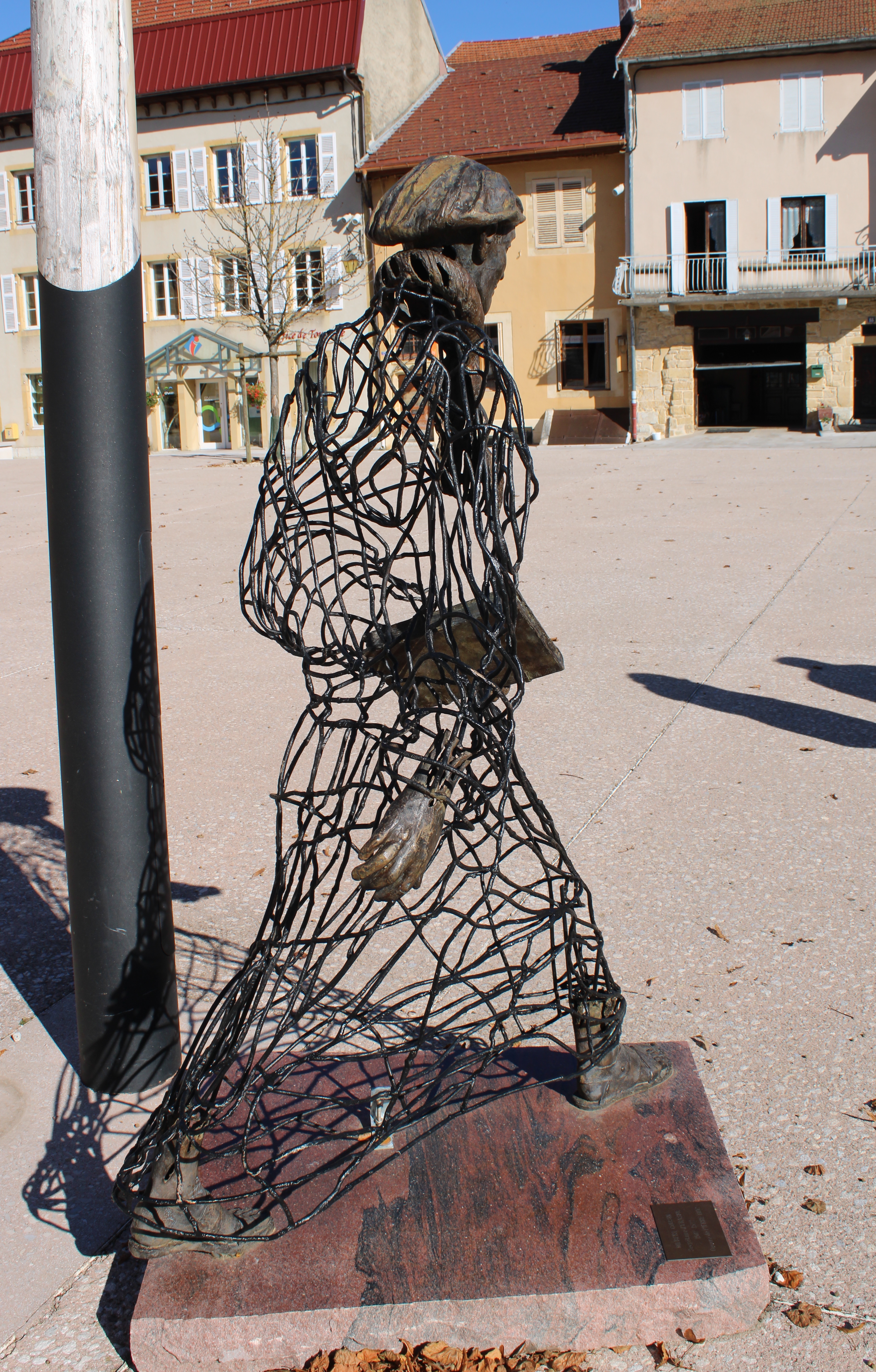
Statue de Gilbert Cousin à Nozeroy- Œuvre de Pierre Duc (2020).

Conrad Gesner dans sa Bibliotheca universalis (1545) écrit : « Gilbert Cousin a bien mérité et mérite encore tous les jours des Belles-Lettres, car il a préservé des injures du temps de bons auteurs qu'il a livrés aux impressions. Le premier parmi les bourguignons, il a osé mettre quelque chose à la lumière. »
André Pidoux de La Maduère écrit en 1909 : « son nom est presque tombé dans l’oubli, et, s’il n’avait été secrétaire d’Erasme, on ne le mentionnerait plus guère que dans les bibliographies franc-comtoises, en raison  de sa Burgoniea superioris descriptio. Cousin méritait mieux; son érudition était profonde; ses travaux prouvent un savoir très étendu et très varié, et dénotent un esprit curieux et à la fois judicieux en même temps qu’un écrivain de valeur. »
Son portrait est gravé dans son Multifarii opera en 1562, et dans une scène des Effigies Erasmi où il est représenté en face de son maître.
Jean de La Fontaine  s'inspira de Narrationum Sylva de Gilbert Cousin pour certaines de ses fables comme Le trésor et les deux hommes emprunté entre autres pour le plan à Gibert Cousin
Le sculpteur J.B. Maire lui consacre, en 1836, une médaille dans sa collection des personnalités comtoises.
Charles Quint « Ayant reconnu les mérites personnels, la science sublime, la doctrine entière, la sagesse sincère et irréprochable, les qualités surnaturelles » attachées à Gilbert Cousin, Hugues le vieux, Hugues le jeune, Antoine et Jean Cousin, anoblit les cinq frères par lettres patentes du 17 octobre 1555.
Le collège et une rue de Nozeroy portent son nom.
Une statue de Gilbert Cousin crée par le sculpteur Pierre Duc a été installée sur la place des Annonciades à Nozeroy, le 26 septembre 2020.

## Critiques de l'oeuvre de Cousin
Achille Chéreau, auteur en 1863 de la première traduction en français de Burgoniea superioris descriptio écrit : « Ce n’est pas une mince faveur pour une province d’avoir eu un historien d’un talent aussi remarquable, et écrivant précisément dans ce beau milieu du XVIe siècle. Peu de pays peuvent revendiquer un tel honneur. Gilbert Cousin n’a pas eu, il est vrai, dans cet opuscule, la prétention d’écrire une histoire complète de la Franche-Comté (…) Tel qu’il est, avec sa forme épistolaire, ce petit livre n’en est pas moins un chef-d’œuvre de grâce, de détails pleins d’intérêt et de renseignements historiques. ». Il ajoute : « L’Europe littéraire applaudit-elle aux travaux de Franc-Comtois (…) L’ex domestique d’Erasme put établir un commerce littéraire avec les hommes les plus estimés, non seulement du Comté de Bourgogne, mais encore de la France et de l’Allemagne. ».
Emile Monot, auteur en 1907 de la seconde traduction en français de Burgoniea superioris descriptio écrit: « Voici donc l'œuvre de Cousin. Le lecteur va y trouver bien du bavardage, une érudition ridiculement déplacée et des étymologies enfantines. Il sera peut-être agacé, comme je l'ai été plus d'une fois moi-même, par ces éternels superlatifs à la Cicéron, par ces gentillesses de style et ces fioritures, et par cette banalité dans l'éloge qui ne sait pas distinguer les degrés du mérite (…) Mais quoi! Si Cousin manquait de goût, il a fait une œuvre bien utile et qui reste fort intéressante. Et puis il aimait sa petite patrie, il en a dit la beauté et la gloire d'un cœur pénétré, et il faut, pour ce motif, lui pardonner bien des choses .»
Lucien Febvre écrit à propos de Gilbert Cousin : « Quelle ironie que d’accabler, comme on le fait parfois, cette mémoire humble et triste du poids ridicule d’éloges démesurées? Cousin n’a pas été le jeune et radieux encyclopédiste, les favoris des muses, l’auteur glorieux de plus de cent ouvrages que l’ardeur naïve d’un de ses biographes s’est plu jadis à nous dépeindre. Il a été simplement un bon ouvrier des lettres salutaires, un doux intellectuel d’âme pieuse et sincère, le héros aussi et la victime d’une de ces crises de conscience qui, de son temps déchirèrent tant d’âmes scrupuleuses. »
L'historien Charles Duvernoy qualifie sa Description de la Haute-Bourgogne comme un « ouvrage utile et curieux, bien que l'auteur soit tombé quelquefois dans des erreurs assez graves. ».
Un auteur de biographies franc-comtoises, Jean Defrasne, qualifie plus sévèrement Gilbert Cousin d’ « érudit laborieux et insipide » .

## Galerie

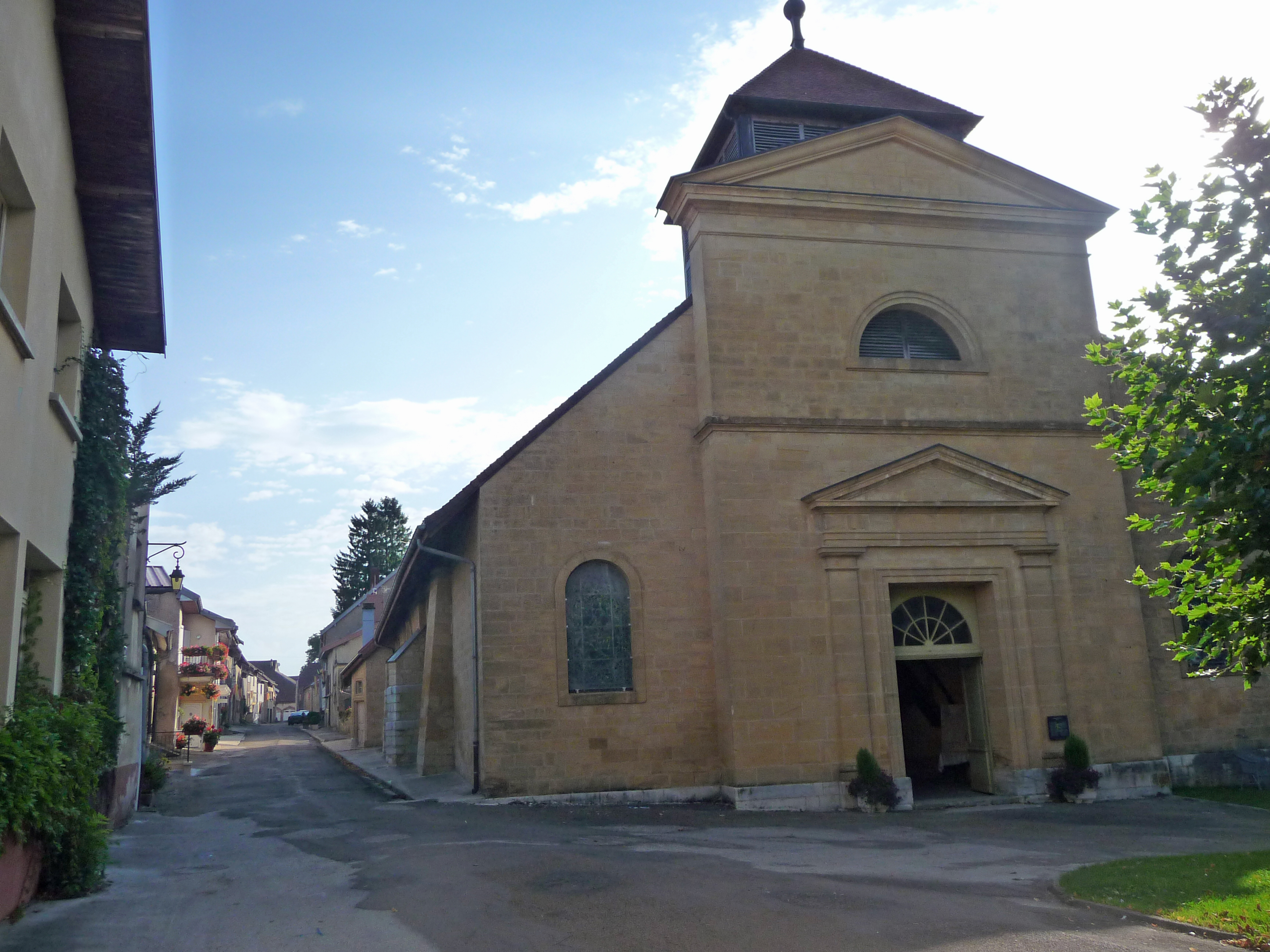
Collégial de Saint-Antoine à Nozeroy
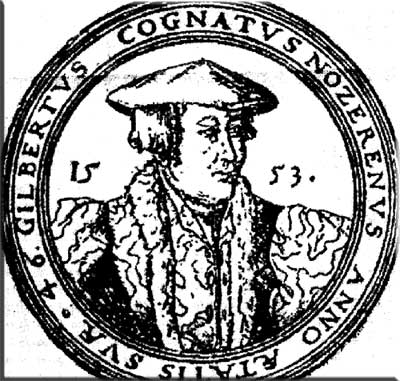
Portrait du XVIe siècle
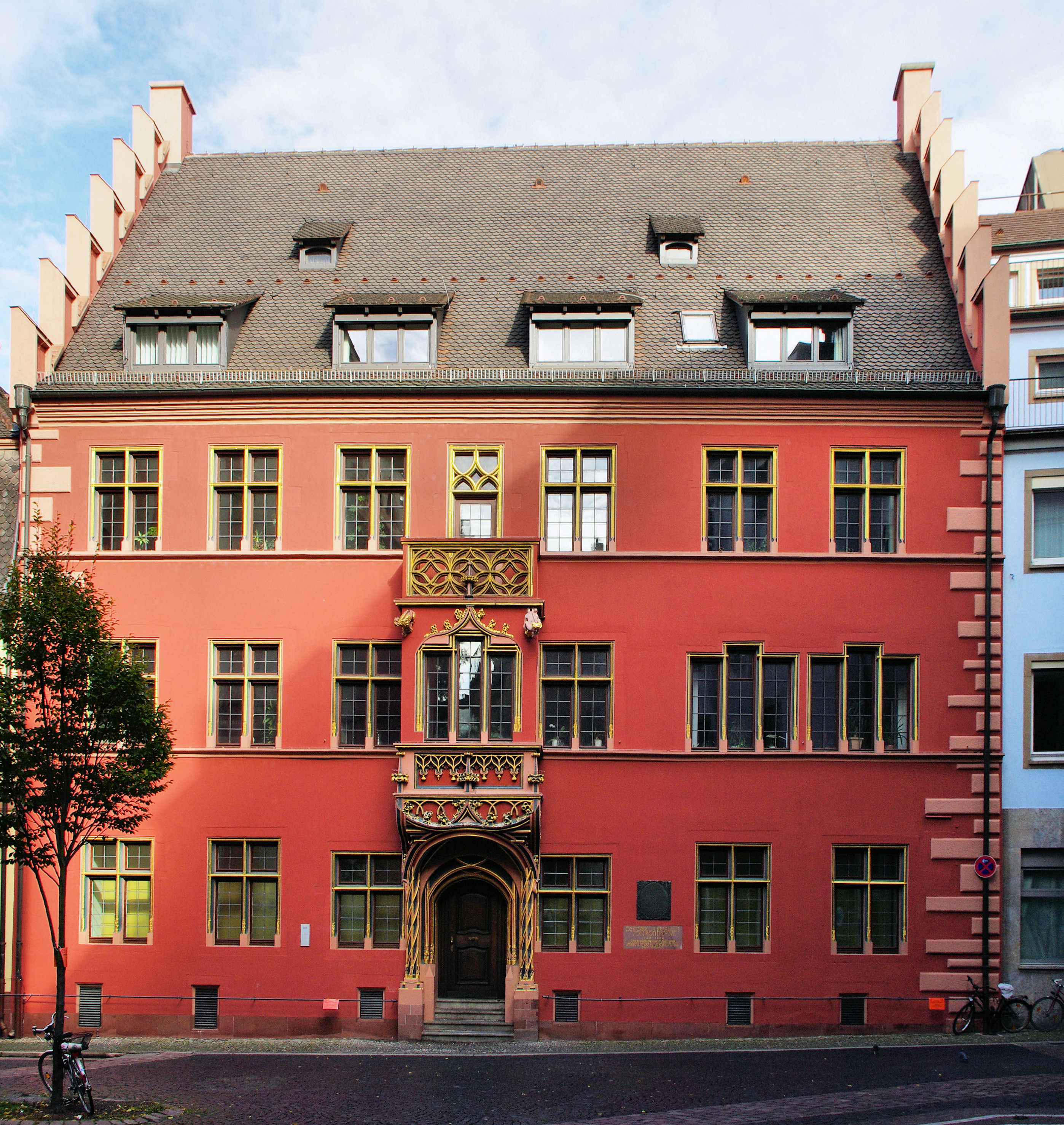
Maison ou vécurent Érasme et Gilbert Cousin à Fribourg
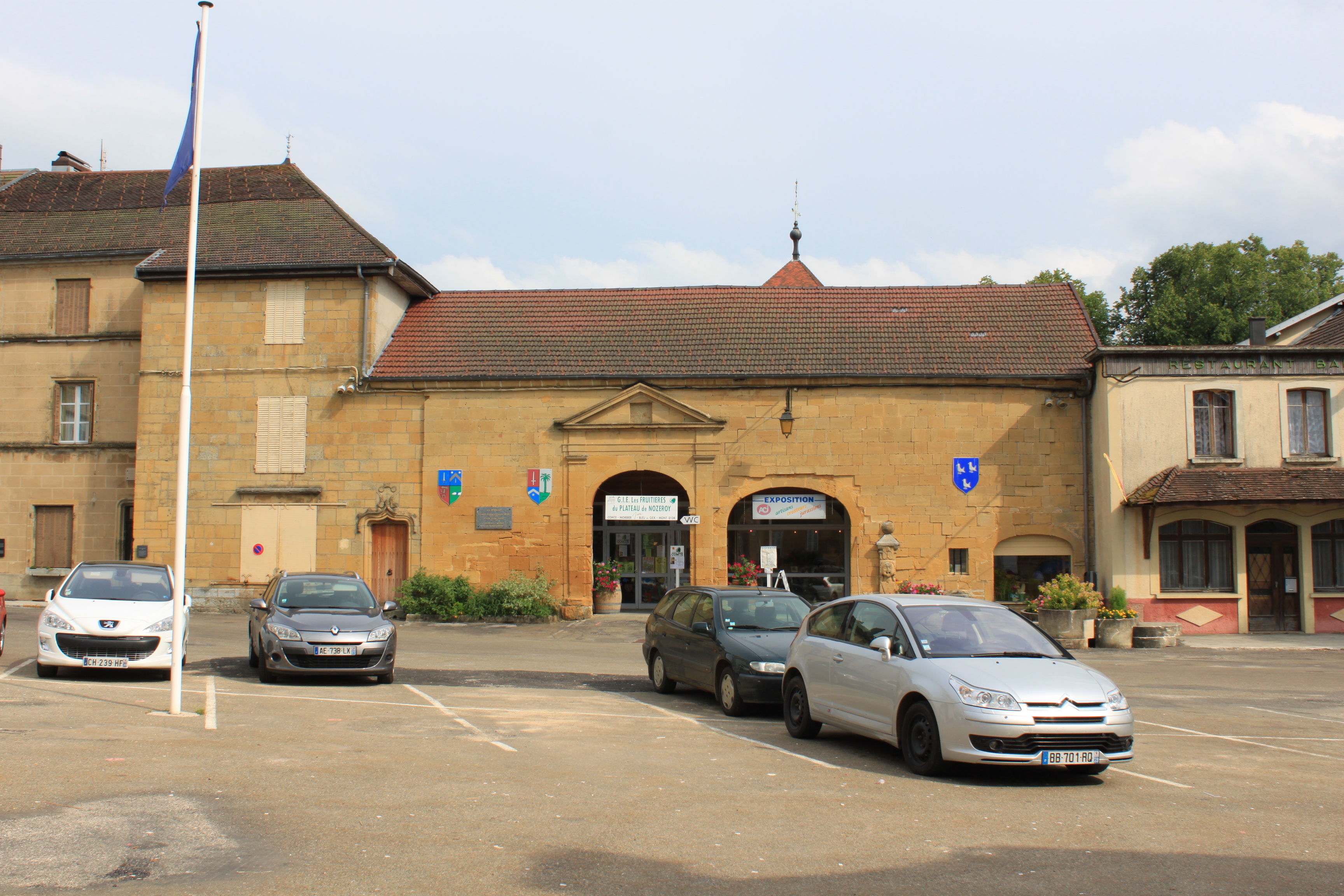
Maison de Gilbert Cousin sur la place des Annonciades (Tout à gauche)

## Publications
- Oiketes sive de officio famulorum, 1535
- Opuscula queadam, 1535, opuscule de théologie
- Paraemirum sylloge, 1543, explications de 530 proverbes et adages grecs et latins
- Syntaxeos, tabulae et prosodiae, 1543, ouvrage d'orthographe,d'étymologie et de syntaxe
- Poematorium libri IV, 1546, recueil de poésies dédiées en partie à Érasme
- Quaedam Opuscula perquam erudita & lepida, 1547, compilation d’œuvres diverses (Lire en ligne)
- Orationes duae de Christi, 1551, Théologie
- Sylva narrationum, 1552, recueil de fables ()
- Généalogie de la famille de Nassau, 1552
- Brevis ac dilucida Burgundiae superioris, quae Comitatus nomine censetur, descriptio, (Description de la Haute-Bourgogne ou Franche Comté)  1552 (Gallica)
- Illustrations de Brevis ac dilucida Burgundiae superioris...1552,  (Gallica)
- Brevis ad modum totius Galliae descriptio per eudem,(Histoire de la Gaule), livre d'histoire, 1552
- insignum medicinae sententiarum collectanea, 1554, ouvrage de médecine
- L'homme affligé, tragédie, 1556
- De legali studio, Gilberti Cognati Nozereni epistolae : una ad Ioan. Metellum: altera ad Anatolium Frontinum, 1560 ()
- Epistolae, 1560, recueil épistolaire
- Aucunes œuvres de Gilbert Cousin, de Nozereth : tresutiles à chacun : Nouvellement imprimées, 1561 (Lire en ligne) ()
- Intellectus, 1561, traité théologique
- Opéra multifarii argumenti, 1562  compilation d'ouvrages de Cousin avec illustrations